# Leopold Láznička
Leopold Láznička (7. srpna 1920, Město Žďár – 17. března 2003 Praha) byl československý atlet, sprinter.

## Sportovní kariéra
V roce 1926 začínal v Sokole. Později se věnoval hokeji, odbíjené a házené. Atletice se věnoval od roku 1936. Až do roku 1952 závodil v barvách AC Sparta Praha. Během studií na TÚTVS v Nymburku a na Institutu tělesné výchovy a sportu UK v Praze (ITVS UK) startoval v letech 1953 – 54 za tuto školu.
Největší úspěch své kariéry zaznamenal na Mistrovství Evropy v atletice v norském Oslu v roce 1946. Zde vybojoval společně s Mirko Paráčkem, Miroslavem Řihoškem a Jiřím Davidem bronzové medaile ve štafetě na 4×100 metrů v čase 42,2 s, což znamenalo vytvoření nového československého rekordu. Byl také členem štafety v běhu na 4×400 metrů, které ve finále pomohl k 6. místu.

## Soukromý život
V roce 1957 byl členem redakční rady časopisu Atletika. Po ukončení atletické kariéry působil jako trenér sprintu. Pod jeho vedením mj. získala československá štafeta ve složení Ladislav Kříž, Juraj Demeč, Jiří Kynos a Luděk Bohman zlaté medaile v běhu na 4×100 metrů na evropském šampionátu v Helsinkách v roce 1971. V letech 1978 – 1980 působil jako sekretář na atletickém ústředí.